# ツキヨタケ科
ツキヨタケ科（ツキヨタケか、学名:Omphalotaceae）は真正担子菌綱ハラタケ目の菌類の分類。1985年にBresinskyによってキシメジ科から分離して記載され、分子系統学解析によって近年確認された。また、これはキシメジ科が多系統群であることも意味している。
いくつかの概念ではこの分類群をツキヨタケ属とそれに近い関係のいくつかの小属に限定している。広い概念ではモリノカレバタケ属(Gymnopus)、Rhodocollybia、サカズキホウライタケ属(Micromphale)、シイタケ属(Lentinula)などのシイタケ類クレードが含まれる。ツキヨタケ科のタイプ属でもあるツキヨタケ属のツキヨタケはその発光性から非常によく知られた種となっている。また、シイタケもより広い定義でこの科に含まれている。
現在ではホウライタケ科と同じと見なされるようになり、ツキヨタケ科という単語がホウライタケ科のシノニムと見なされるようになっている。